# Felső Tízezer (együttes)
A Felső Tízezer 2015-ben alapított magyar együttes, melynek tagjai Sallai László (ének, gitár), Justin Spike (gitár, vokál), Kelecsényi Donát (gitár), Balogh Gallusz (basszusgitár) és Dorozsmai Gergő (dob).

## Története
A Felső Tízezer 2015-ben alakult Sallai László, a Szabó Benedek és a Galaxisok tagjának kezdeményezésére, aki később az együttes dalszerzője és frontembere lett. A Korándi Dávid gitárossal alkotott duóhoz kis idő múlva csatlakozott a Mayberian Sanskülottsból ismert Balogh Gallusz basszusgitáros, valamint Hromkó István dobos, aki szintén a Mayberian Sanskülotts tagja.
2015 októberében a Normafa Records gondozásában jelent meg első albumuk Normális élet címmel, amely „generációs témákat feszeget” és „a huszonévesek útkereső kérdéseit” helyezi fókuszba. A lemez tíz számot tartalmaz, produceri munkálatait Nagy Bence végezte. Balogh Roland, a Magyar Nemzet újságírója szerint az album „egy tök jó, lendületes anyag, egy rakás aktuális életvezetési problémával megfűszerezve”, amely „épp olyan könnyed egy langy, andalító novemberi kora délutánhoz, ahogy egy füllesztő nyári napon egy balatoni kisbüfé előtti rozéfröccshöz”. 2016-ban Hip-hip-hurrá című dalukkal bejutottak az Index által szervezett Stenk dalverseny döntőjébe, 2017-ben a legjobb 30 közé jutottak A tévedés áldozata című szerzeménnyel.
2017. május 2-án Új városok épülnek címmel – szintén a Normafa Records kiadásában – a zenekar három számból álló középlemezt jelentetett meg, amelynek producere Lázár Domokos (az Esti Kornél és a Pegazusok Nem Léteznek tagja) volt. Blaskó Zsófi, a Kultúrpart kritikusa kedvezően írt a kiadványról, az együttest pedig „az ultimate magyar zenei supergroup”-ként írta le, amely máris helyet követel magának a magyar indie rock színtér élvonalában. Az EP-t a HVG-nél beválasztották az év első félévének hat legjobb magyar albuma közé. A lap kritikusai így írtak az albumról: „[a]z egyszerre csilingelős, markáns gitárpopos, sőt, fülbemászó lemezanyag […] a szokásos személyes, érzelmes, megindító, kissé nosztalgikus, de az eddig ismert Sallai-univerzumra jellemző megfelelő mennyiségű iróniával és humorral megfűszerezett, egyben emlékezetes és fülbemászó dalok gyűjteménye.”
Az együttes második nagylemeze 2018 nyarán jelent meg Majd lesz valahogy címmel. Ezzel együtt Korándi Dávid alapító gitáros távozott az együttesből, helyére Justin Spike érkezett, aki a 2. nagylemezen szintetizátoron játszott.
2020. március 2-án közzétették a Semmi pánik 2 című daluk videoklipjét, amely a 3. nagylemezük, A bonyolult világ első kislemeze.
Az album 2020. március 30-án lett közzétéve az együttes Youtube-csatornáján.
A 3. nagylemez megjelenése után Hromkó István alapító dobos elhagyta az együttest, helyére Both Márton került a dobokhoz.
2022 tavaszán jelent meg a zenekar negyedik nagylemeze, Elkerülhetetlen címen. Abban az évben Korándi Dávid is visszatért a zenekarba.
Az ötödik, Kicsi forradalom című nagylemez 2024 októberében jelent meg.

## Diszkográfia
- Kicsi forradalom, 2024
- Elkerülhetetlen, 2022
- A bonyolult világ, 2020
- Majd lesz valahogy, 2018
- Normális élet, 2015